# Antequera
Antequera (spanskt uttal: [anteˈkeɾa]) är en stad och kommun i provinsen Málaga i den autonoma regionen Andalusien i södra Spanien. Staden ligger mellan floden Guadalhorce och Sierra de Abdalajis, cirka 35 kilometer nordväst om Málaga. Kommunen har 41 619 invånare (2024), på en yta av 748,03 km².
Antequera är beläget i ett jordbruksområde skapat under den moriska tiden och är fortfarande en viktig centralort för jordbruksproduktion. Runt Antequera finns bland annat en mängd megalitgravar från neolitikum, bland annat Cueva de Menga.